# Storhertugdømmet Baden
Storhertugdømmet Baden (tysk: Großherzogtum Baden) var en tidlige stat i det sydvestlige Tyskland på Rhinens østlige bred. Det eksisterede fra 1806 til 1918. I dag indgår dets territorium i den tyske delstat Baden-Württemberg.

## Historie
Badens historie går helt tilbage til det 12. århundrede som Markgrevskabet Baden, der blev delt i to linjer og atter samlet i 1771. I 1803 blev markgreven af Baden ophøjet til at være kurfyrste indenfor det Tysk-Romerske Rige.
Det Tysk-romerske rige opløstes under Napoleons krige, og i 1806 opstod det nye og meget større Storhertugdømmet Baden. I 1815 blev det et medlem af det Tyske Forbund. I 1849 var det kortvarigt en republik efter de omfattende revolutioner i de tyske lande.
Storhertugdømmet blev genoprettet og blev i 1871 en stat under det Tyske Kejserrige. Efter dettes kollaps i 1918 blev der udråbt Republikken Baden, der forblev en selvstændig stat indtil 1945. I 1952 blev området lagt sammen med Folkestaten Württemberg og dannede den nuværende delstat, Baden-Württemberg.
49°01′N 8°24′Ø / 49.02°N 8.4°Ø